# مغناطش باقی‌مانده
بازماندگی (به انگلیسی: Remanence) یا مغناطیس بازمانده (به انگلیسی: remanent magnetization) یا خاصیت مغناطیسی بازمانده، خاصیت مغناطیسی است که پس از برداشتن یک میدان مغناطیسی خارجی از روی یک ماده فِرومغناطیس (مانند آهن) در آن باقی می‌ماند. همچنین زمانیکه یک آهنربا «مغناطیسی» می‌شود یعنی «بازماندگی» دارد.
در ترانسفورماتور، موتورهای الکتریکی و ژنراتورها، بازماندگی زیاد مغناطیس مطلوب نمی‌باشد و این پدیده یک آلایش ناخواسته است. برای مثال مغناطش بازمانده در یک آهنربای الکتریکی پدیده ای است که به صورت ناخواسته اتفاق می‌افتد. اگر نیاز باشد می‌توان با فرایند مغناطیس‌کاهی این پدیده را کاهش داد.

## انواع

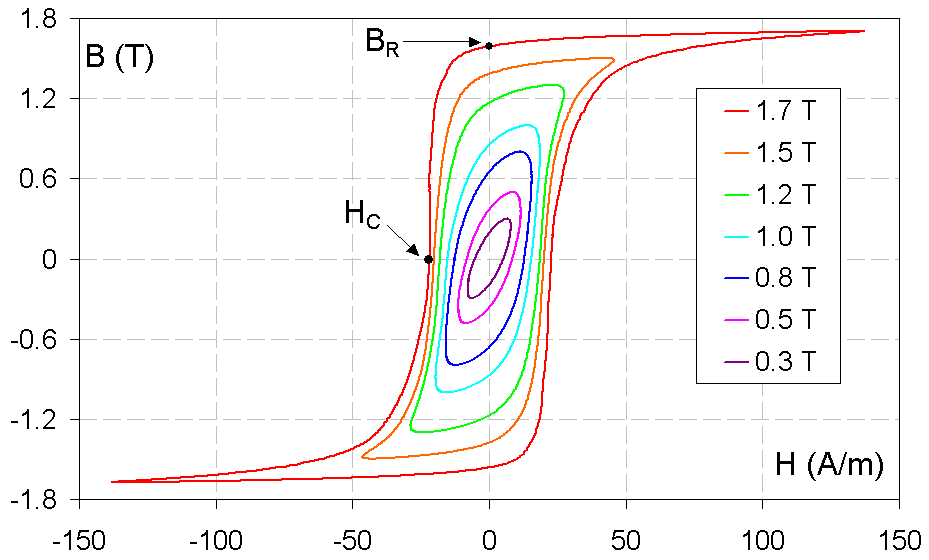
شکل 1: گروهی از چرخه های هیسترزیس AC برای فولادهای دانه-جهت‌دار (B_{r} نماد بازماندگی و H_{c} نماد کوئرسیویته است)